# Pilori de Castelo Novo
Le pilori de Castelo Novo (en portugais : Pelourinho de Castelo Novo) se trouve dans la freguesia de Castelo Novo, du concelho du Fundão, dans le district de Castelo Branco, au Portugal.
Ce pilori, construit au XVIe siècle, se dresse dans le centre historique du village, entre la Rua Gama Lobo et la Rua da Praça, à proximité du château de Castelo Novo (pt) ; il est classé comme Imóvel de Interesse Público depuis 1933.